# Pedro Jeanine
Pedro Jeanine (La Chorrera, Panamá; 4 de septiembre de 1993) es un futbolista panameño. Juega como volante y su actual equipo es el Panama City FC de la Segunda División de Panamá.

## Clubes
| Club                   | País   | Año           |
| ---------------------- | ------ | ------------- |
| San Francisco FC       | Panamá | 2010 - 2018   |
| CD Universitario       | Panamá | 2018-2019     |
| Costa del Este FC      | Panamá | 2020          |
| Deportivo Del Este     | Panamá | 2021          |
| Sporting San Miguelito | Panamá | 2021-2023     |
| Panama City FC         | Panamá | 2025-presente |

## Selecciones Nacionales
| Club                 | Sede   | Competición                       |
| -------------------- | ------ | --------------------------------- |
| Selección U20 Panamá | México | Eliminatoria CONCACAF U-20 - 2013 |
| Selección U22 Panamá | Canadá | Panamericanos 2015                |
| Selección U23 Panamá | Canadá | Preolímpico de Concacaf de 2015   |

## Palmarés

### Ligas Nacionales
| Título       | Club             | País   | Año  |
| ------------ | ---------------- | ------ | ---- |
| LPF Clausura | San Francisco FC | Panamá | 2011 |
| LPF Apertura | San Francisco FC | Panamá | 2014 |

### Copas Nacionales
| Título      | Club             | País   | Año  |
| ----------- | ---------------- | ------ | ---- |
| Copa Panamá | San Francisco FC | Panamá | 2015 |